# SuG
 (février 2011).
Si vous disposez d'ouvrages ou d'articles de référence ou si vous connaissez des sites web de qualité traitant du thème abordé ici, merci de compléter l'article en donnant les références utiles à sa vérifiabilité et en les liant à la section « Notes et références ».
SuG (サグ, Sagu, de thug (voyou) en anglais) est un groupe de rock japonais/oshare kei composé de Takeru (chant), Masato (guitare), Yuji (guitare), Chiyu (basse) et de Shinpei (batterie) formé en 2006. 
Sous l'oxymore Heavy Positive Rock, le groupe évolue avec des paroles gaies et optimistes, porteuses d'espoir pour le monde accompagnées de riffs plus profonds et agressifs.

## Histoire
Avant SuG, Takeru, Yuji et Masato avaient formé en 2006 un groupe de session nommé Travel qui était composé de Takeru au chant, Yuji et Masato aux guitares, Yuute à la batterie et quelques membres de session avec notamment Gou à la basse (maintenant dans Megamasso). C'est à la suite de ce groupe que SuG est né.

### 2007: SuG annonce la couleur
C'est le 12 janvier 2007 que la carrière du groupe commence lors d'un live à l'Urawa Narciss. Peu après, le groupe participe à la compilation Cannonball vol. 3 avec leur tout premier titre 7th breeze (aux côtés de nombreux groupes comme Mix Speaker's Inc., Guy's family ou bien encore Heidi). Ainsi, la compilation leur permettra de se faire un nom dans le domaine de la musique, mais Shôta, le bassiste du groupe, décide de quitter le groupe le 16 février à la suite de problèmes de santé. Il sera rapidement remplacé par Chiyu 5 jours seulement après, le 21.
Deux mois plus tard, en avril, le groupe signe avec le label spécialisé dans le visual kei Indies PS Company, dérivé de la prestigieuse PS Company, et annonce deux nouvelles sorties sur deux mois consécutifs : Scheat le 21 juillet qui sera leur premier single accompagné d'un clip (avec également un making-of édité par Brand X), et Alterna, le premier août, également accompagné de trois chansons et d'un clip. Après ces deux singles, le groupe fera une distribution en live du troisième single Yumegiwa Downer le 9 septembre, avec deux chansons.
Le groupe gagne en notoriété et sort le 19 décembre leur premier mini-album I Scream Party, contenant entre autres Love Scream Party, devenu l'un des incontestables tubes du groupe. L'édition limitée comportera, en plus des cinq titres, le clip et le making-of Love Scream Party. Le groupe fera un live à Cologne (en Allemagne) à l'occasion du festival J-rock invasion, qui sera leur premier live à l'étranger.

### 2008: les premiers tubes
L'année débute avec un deuxième pressage du mini-album I Scream Party en janvier, comportant uniquement les cinq titres de la version sortit un mois plus tôt. À l'occasion de leur premier anniversaire, le groupe effectue leur tout premier one man show le 12 janvier 2008 nommé 1st Anniversary Oneman Party. Le 9 mars, ils fêtent leur première SuG's day, qui sera désormais un rendez-vous du groupe avec leurs fans chaque année lors d'un live spécial à cette occasion.
Le 14 mai, SuG sortira son premier full album n0iZ stAr en deux versions, une limited[Quoi ?] contenant un photobook[Quoi ?] d'une quarantaine de pages et le clip Vi-Vi-Vi, ainsi qu'une version regular[Quoi ?]. Cette sortie annoncera la première tournée du groupe nommée SuG 1st Oneman Tour Devil na Ko na maiki~4th Dimension Kiss~ / デビルな小生意気~4th Dimension Kiss~ comprenant quatre dates pendant le mois de mai.
Fin août, ils feront un one man show au Liquid room[Où ?] nommé SuG Standing Onemanshow -Dirty Chaos Beauty- / ダーティ・カオス・ビ ューティ」. Pour la première fois, le live sera filmé et sortit en DVD, qui sera disponible à la vente dans le merchandising des lives suivants.
Début septembre sortira un deuxième mini-album nommé Punkitsch, en deux types : une limited contenant le clip ainsi que le making-of de Butterfly boY et une regular. Le groupe annonce pour le 3 décembre un nouveau single Tricolor Color Roll mettant en vedette le titre Umbilical en trois éditions : blue version et red version[Quoi ?] contenant trois chansons ainsi qu'une white version[Quoi ?] contenant deux titres et le clip Umbilical. Un DVD promo contenant le clip Utage People sera décerné aux clients de brand-x[Quoi ?], pour les remercier de leur achat des trois singles.
Cette sortie laissera place à une nouvelle mini tournée promo aux couleurs du nouveau single SuG Standing Oneman Tour~tricolour color show~ qui se terminera au Liquid room.

### 2009: le virage artistique
L'année débute fort avec un live au Budokan lors du PS Company 10th Anniversary Concert Peace & Smile Carnival en compagnie de personnalités de leur label comme Miyavi, The Gazette, Alice Nine ou bien Kra.
Une fois la tournée terminée, le groupe annonce la sortie d'un nouveau single pour le 15 avril 2010 39GalaxyZ, toujours avec deux supports : une limited contenant le clip 39GalaxyZ et deux titres, ainsi qu'une regular contenant une chanson supplémentaire, cette chanson deviendra ensuite l'hymne du groupe. Pour cette sortie, Malko Malka s'occupera de leurs vêtements et ouvrira une ligne SuGxMalkomalia. Le même jour, c'est-à-dire le 15 avril, sort le DVD 「PS Company 10th Anniversary Concert Peace & Smile Carnival January 3, 2009 at Nippon Budokan」. Malheureusement, le 16 avril, le lendemain de la sortie de 「39GalaxyZ」, Mitsuru annonce qu'il quitte le groupe à la suite d'une divergence musicale. Coup dur pour le groupe et les fans.
Son dernier live, ☆★☆BL⇔Rock Party MonstAr☆★☆, sera filmé et le DVD sera en vente limitée à 2 000 exemplaires par Mail Order à partir du 1er août. SuG trouvera par la suite un batteur de session, Shinpei. Ce dernier et Takeru se connaissaient depuis le lycée, ce qui facilitera son adhésion officiel au groupe, seulement deux mois après, le 3 septembre. Le 29 juin sort le DVD Minoru Nishidera Presents Hard na Yaon 2009, DVD du live au Hibiya Open-Air Concert Hall du 29 avril.
Une annonce accompagne l'arrivée de Shinpei, celle de deux sorties sur deux mois consécutifs : Le 14 octobre Life♥2Die en trois types : une regular contenant trois chansons, une édition limitée type A avec deux chansons et une édition limitée type B contenant deux chansons et le PV[Quoi ?] deLife♥2Die.
Le 9 septembre, le groupe entament une tournée qui passe par la Thaïlande. Grande première pour eux, ce sera leur premier oneman en dehors de leur pays natal. De plus, en octobre, ils participent au V-Rock Festival (le live sera retransmit en direct sur internet). Takeru participe aussi au défilé pour promouvoir la deuxième collaboration SuGxMalkomania. Premier jour de décembre, une grande annonce qui marquera la carrière de SuG est faite : leur passage en major à la PS Company et à Pony Canyon (label de grand groupe tel qu'LM. C).

### 2010: SuG dans la cour des grands
Leur première sortie en tant que major, Gr8 Story, sortira le 27 janvier en trois versions : une regular comportant trois chansons, une édition limitée comportant deux chansons et le PV de Gr8 Story et une édition Reborn[Quoi ?] contenant deux chansons puisque 「Gr8 Story」 fera office d'ending[Quoi ?] du célèbre anime 「Katekyoshi Hitman Reborn」, ce qui contribuera à la célébrité de la bande.
SuG ne s'arrête pas et annonce encore une nouvelle sortie dans les bacs : le premier album depuis leur passage en major : Tokyo Muzical Hotel sous deux versions : une regular contenant dix-huit chansons dont treize nouvelles chansons et une édition limitée contenant dix-huit chansons dont treize nouvelles avec le PV de dot. o et son making of ainsi qu'un booklet de 48 pages[incompréhensible].
Le groupe signe aussi au CLJ record, label allemand qui éditera l'album en version européenne et qui sera ainsi disponibles le même jour, c'est-à-dire le 9 mars 2010. Malko Malka mettra en vente la troisième collaboration d'item[Quoi ?], maintenant sous le nom demillion $ orchestra et qui est dessiné par Takeru.
Ils entameront une tournée du nom de SuG Tour 2010 Tokyo Muzical Hotel qui se clôtura au Akasaka Blitz, la plus grande salle qu'ils aient fait jusqu'à présent. Ils en seront tellement fiers[Interprétation personnelle ?] qu'un DVD sortira le 25 août 2010, sous forme de deux types : une édition limitée contenant le live, un DVD bonus et un livre photo, ainsi qu'une édition simple, avec juste le live. Mais peu de temps après, ils feront pour la première fois un one man au C. C. Lemon Hall, Sparkling Hot Shot ☆～Chakkaseyo !! Daitan Emotion～ qui se terminera Sold out[Quoi ?].
Entre-temps, le groupe annonce, durant la tournée, la sortie de leur deuxième single depuis leur passage en major, Koakuma Sparkling pour le 30 juin sous trois versions : une regular contenant trois chansons, une version limitée type A contenant deux chansons et le PV de Koakuma Sparkling[Quoi ?] et une version limitée type B contenant deux chansons et le PV de Five Starz ~ Go maime kaiyuu ~[Quoi ?].
SuG ne s'arrête pas là et annonce la sortie de leur troisième single pour le 1er septembre 2010 : R. P. G ~ Rockin' Playing Game en trois types : une regular contenant trois chansons, une édition limitée contenant deux chansons et le PV de R. P. G ~ Rockin' Playing Game[Quoi ?] et une édition Fairy Tail puisque R. P. G ~ Rockin' Playing Game fera d'office d'opening à l'anime Fairy Tail[incompréhensible].
Le groupe participera aussi à l'OST Katekyo Hitman Reborn ! Intro & Outro Theme Battle Kessen CD-Box et à la compilation Mirai Choice Hen kara no Anime Shudaika wo Full de Kike qui sortiront aussi le 1er septembre 2010[incompréhensible]. Ils termineront l'année 2010 avec un DVD single totalement supervisé par Takeru, Mujouken Kofukuron. Deux versions seront disponibles, la version gold qui contiendra le PV[Quoi ?] de l'unique nouvelle chanson ainsi qu'un mini-document sur un SuG sérieux et la version silver qui elle aussi contiendra le PV et un mini-document sur un SuG rigolo, plus des vidéos lors de leur concert à Taïwan, et de fanmeetings[incompréhensible].
Une tournée prendra alors place sous le nom de Crazy Live Coaster vers le milieu de décembre. Ce nom de tournée n'est pas anodin puisqu'il sera directement inspiré de leur 5e single depuis leur passage en major pour 2011 Crazy Bunny Coaster.

### 2011: l'année de tous les succès
Crazy Bunny Coaster sortira donc le 12 janvier en trois types : une regular contenant trois chansons, une édition limitée type A contenant deux chansons et le PV de Crazy Bunny Coaster et une édition limitée type B contenant deux chansons et le PV de 「No out No Life」.
Lors de la dernière date de la tournée hivernale, SuG annoncera une tournée, cette fois-ci, printanière de onze dates, qui débutera le 2 avril 2011 et finira le 1er mai encore une fois au C. C. Lemon Hall.
Le 9 mars, jour de la SuG-Day sortira le 5e album (qui est en fait le 3e full album, et le deuxième depuis leur passage en major, un an jour pour jours après la sortie de Tokyo Muzical Hotel nommé Thrill Ride Pirates et sortira sous trois supports : un coffret special box contenant, en plus des quinze titres, le PV de mad$hip, ainsi qu'un DVD live de leur premier one-man show à Taïwan dans la salle The Wall in Taipei le 24 octobre 2010 (ainsi que des images backstage[Quoi ?]), une édition limitée contenant également quinze titres, le PV de mad$hip et un DVD live de leur prestation au C. C Lemon Hall en août 2010 à l'occasion du Sparkling Hot Shot☆～Chakkaseyo !! Daitan Emotion～ ainsi qu'un photobook et une regular edition[Quoi ?], contenant un titre bonus.
L'annonce de cette sortie permettra de préciser le nom de la tournée printanière annoncé quelque temps avant, SuG Tour 2011 「TRiP～welcome to Thrill Ride Pirates～. Le 2 avril on[Qui ?] apprend que la collaboration entre SuG et la marque de vêtements Japonaise Malko Malka est terminé. 
C'est fin février que le groupe annonce une nouvelle chanson qui sera la B. O du film Pole Dancing Boy☆s nommée ☆Gimi Gimi ☆ (Gimme Gimme) et l'ending[Quoi ?] de l'émission japonaise Onegai ! Ranking et de l'émission Washoi ! 5up, mais ce n'est que début avril que plus de détails seront apportés autour de cette nouvelle chanson, avec l'annonce de leur sixième single depuis leur passage en major qui sortira le 15 juin sous trois supports : une regular contenant trois chansons, une édition limitée type A contenant deux chansons et le PV de ☆Gimme Gimme ☆ et une édition limitée type B contenant deux chansons et le PV de ☆Gimi Gimi ☆ sous cinq versions.
Takeru annonce aussi la sortie de son premier livre nommé Buru qui sortira le 4 juin. Le groupe sort ensuite le DVD du final de la tournée SuG Tour 2011「TRiP～welcome to Thrill Ride Pirates～」 le 21 septembre en deux éditions, une regular contenant un DVD (le live), et une édition limitée contenant deux disques, un DVD qui contient le live en question et un DVD Bonus qui contient le SuG Tour 2011 Documentary le tout accompagné d'un petit photobook[Quoi ?].
Le groupe annonce ensuite la sortie de leur septième single nommé Toy Soldier qui sortira le 26 octobre sous quatre éditions, une regular contenant trois titres, une édition limitée type A contenant deux titres et le clip de Toy Soldier, une édition limitée type B contenant deux titres et le PV de Toy Soldier sous cinq versions (Takeru/masato/yuji/Chiyu/shinpei ver.) et une édition limitée type C contenant deux titres et un photobook de 24 pages.
Le 13 novembre le groupe performe[Quoi ?] au NHK Hall (Tokyo), pour le SuG Oneman Show 2011 「Vip Pop Shox 」. Le groupe fait ensuite une tournée de trois dates nommée 39GalaxyZ only Live Addict Vol. 1 réservé aux membres du fan-club du groupe, qui terminera le 24 décembre au Liquidroom.

### 2012: l'année de la 3d
L'année 2012 commence avec la sortie du deuxième livre de Takeru, TRiP qui sort le 19 janvier, il contient l'histoire de l'album Thrill Ride Pirates sorti le 9 mars 2011.
Le huitième single du groupe, 不完全Beautyfool Days, sort le 1er février sous quatre types, une regular contenant trois titres, une édition limitée type A contenant le PV et le making of de 不完全Beautyfool Days, une édition limitée type B contenant le PV 「不完全Beautyfool Days」 en version -Band Only-[Quoi ?] et un live digest[Quoi ?] du SuG Oneman Show 2011 「Vip Pop Show」 ainsi qu'une édition limitée type C contenant deux titres dont un qui est le réenregistrement du titre Vi-Vi-Vi sorti en 2008.
Le 21 mars le groupe sort leur troisième DVD Live nommée SuG Oneman Show 2011「Vip Pop Show」 sous deux supports, une regular et une édition limitée contenant un documentaire sur le concert, super kawaii[Quoi ?] et un autre documentaire sur Takeru a N. Y[Quoi ?]. C'est le 25 avril que sort le troisième album de SuG, Lollipop Kingdom, sous trois supports, une regular contenant quinze titres, un coffret -special box- contenant quatorze titres, le PV de Pastel Horror Yum Yum Show, un live digest[Quoi ?] du 39GalaxyZ only Live Addict Vol. 1, la pub Chakuza tournée en Thaïlande ainsi que son Making of, un livre nommé Lollipop Kingdom -episode 0- ainsi qu'un classeur pour trading card[Quoi ?] et une édition limitée contenant quatorze titres, le PV et le making of de Pastel Horror Yum Yum Show, le PV et le making of de Howling Magic ainsi qu'un photobook de 20 pages.
L'album est accompagné par la tournée des Zepp SuG Tour 2012 「The Lollipop Kingdom Show」 annoncée en 2011 dont le Zepp Tokyo et le Zepp Nagoya finiront Sold out[incompréhensible] ainsi que leur première tournée asiatique du groupe nommée SuG Asia Tour 2012 「The Lollipop Kingdom Show」 passant par la Corée du Sud, Taïwan et Hong Kong.
On[Qui ?] apprend à la suite du finale de la tournée SuG Tour 2012 「The Lollipop Kingdom Show」 la sortie d'un nouveau single nommée sweeToxic qui sortira le 19 septembre en trois types : une regular contenant trois titres dont un qui est le réenregistrement du titre Love Scream Party sorti en 2007, une édition limitée type A contenant deux titres et le PV accompagné du making of de sweeToxic et une édition limitée type B contenant deux titres et le PV accompagné du making of de Fat inside hour.
Le troisième livre de Takeru nommé Lollipop Kingdom sortira le 27 juillet, il contient l'histoire de l'album Lollipop Kingdom. 
Le 8 octobre 2012, le groupe annonce quitter la PSC[Quoi ?], à cause de divergences musicales, et stoppe temporairement ses activités, afin de se poser un peu. Sur son blog, Takeru a annoncé que cela serait de courte durée, et que le groupe reviendrait. Le last live[Quoi ?] avant la pause aura lieu le 29 décembre.
À la suite de cette pause, Chiyu a reformé son ancien groupe, Nana, et Shinpei a formé un groupe de session, Re:unity, avec notamment Yugiri, chanteur du groupe DaizyStripper et Teru, guitariste du groupe Versailles.[réf. nécessaire]

### 2014 - 2015: un retour remarqué
Le groupe sort en 2014 trois single Missing, B.A.B.Y. et Cry Out. Le 4 mars 2015, Sug sort son premier album depuis son retour intitulé Black. L'album comprend trois chansons inédites en plus des trois autres pistes sorties en 2014.  
Le 15 juillet 2015, Sug sort un nouveau single, TeenAge Dream. Le 11 septembre, le groupe annonce une tournée européenne débutant le 29 novembre et qui se déroulera dans cinq pays différents : Allemagne, France, Royaume-Uni, Russie et Finlande).

## Tournées
SuG 2015 Europe Tour (2015)
| Date             | Place                | Venue                              |
| ---------------- | -------------------- | ---------------------------------- |
| 29 novembre 2015 | Cologne, Allemagne   | Werkstatt                          |
| 30 novembre 2015 | Paris, France        | Backstage                          |
| 2 décembre 2015  | Londres, Royaume-Uni | O2_Academy_Islington (O2 Academy2) |
| 3 décembre 2015  | Berlin, Allemagne    | Machinenhaus                       |
| 5 décembre 2015  | Munich, Allemagne    | Technikum                          |
| 7 décembre 2015  | Moscou, Russie       | Moscow Hall                        |
| 8 décembre 2015  | Helsinki, Finlande   | Tavastia_Club                      |

## Discographie

### Major
Albums
- 2010 : Tokyo Muzical Hotel
- 2011 : Thrill Ride Pirates
- 2012 : Lollipop Kingdom
- 2015 : Black

Singles
- 2010
  - gr8 story
  - Koakuma Sparkling
  - R.P.G.~ Rockin' Playing Game
  - Mûjoken Kôfukuron
- 2011
  - Crazy Bunny Coaster
  - ☆Gimme Gimme☆
  - Toy Soldier
- 2012
  - Fukanzen Beauty Fool Days
  - sweeToxic
- 2014 
  - Missing
  - B.A.B.Y
  - Cry Out
- 2015 : teenAge dream/Luv it !!

DVD Live
- 2010 : SuG Tour 2010 Tokyo Muzical Hotel
- 2011 : SuG Tour 2011「TRiP～welcome to Thrill Ride Pirates～」
- 2012 : Vip Pop Show
- 2012 : The Lollipop Kingdom Show

Livres
- 2011 : Buru
- 2012 : TRiP
- 2012 : Lollipop Kingdom
- 2012 : Buru 2

### Indies
Albums
- 2007 : I Scream Party
- 2008 : n0iZ stAr
- 2008 : Punkitsch

Singles
- 2007
  - Scheat
  - Alterna
  - Yumegiwa Downer
- 2008 : Tricolor Color
- 2009
  - 39GalaxyZ
  - Life♥2Die
  - P!NK masquerade

Dvd live
- 2008 : SuG Standing Onemanshow -Dirty Chaos Beauty- at 08. 26 Liquidroom
- 2009 : 『☆★☆BL⇔Rock Party MonstAr☆★☆』 2009.05.09 Shibuya O-EAST

V.A[Quoi ?]
- 2007 : Cannonball Vol. 3
- 2009 : PS Company 10th Anniversary Concert Peace & Smile Carnival January 3, 2009 at Nippon Budokan
- 2009 : Minoru Nishidera Presents Hard na Yaon 2009
- 2010 : Reborn ! Intro & Outro Theme Songs 3 - Mirai Choice Hen kara no Anime Shudaika wo Full de Kike !
- 2011 : TV Anime Fairy Tail Opening & Ending Theme Songs Vol. 1
- 2012 :「Kera！Son ～Kera Songs 13th Anniversary Collection～」